# Stelis microchila
Stelis microchila är en orkidéart som beskrevs av Rudolf Schlechter. Stelis microchila ingår i släktet Stelis och familjen orkidéer. Inga underarter finns listade i Catalogue of Life.